# Jardín Botánico del Castillo de Vauville
El Jardín Botánico del Castillo de Vauville ( en francés: Jardin botanique du Château de Vauville también conocido como Jardin botanique de Vauville) es un jardín botánico  de 4 hectáreas de extensión, de propiedad privada, en los terrenos del Château de Vauville Vauville, Francia.
El jardín está inscrito en el Inventario suplementario de los Monuments Historiques de Francia en 1992 y clasificado « Jardin Remarquable» en el 2004.

## Localización
Jardin botanique du Château de Vauville Château de Vauville, Beaumont-Hague Vauville, Manche, Basse-Normandie, France-Francia.
Planos y vistas satelitales.49°38′6″N 1°50′43″O / 49.63500, -1.84528
Es visitable por las tardes en los meses cálidos del año. Se cobra una tarifa de entrada

## Historia

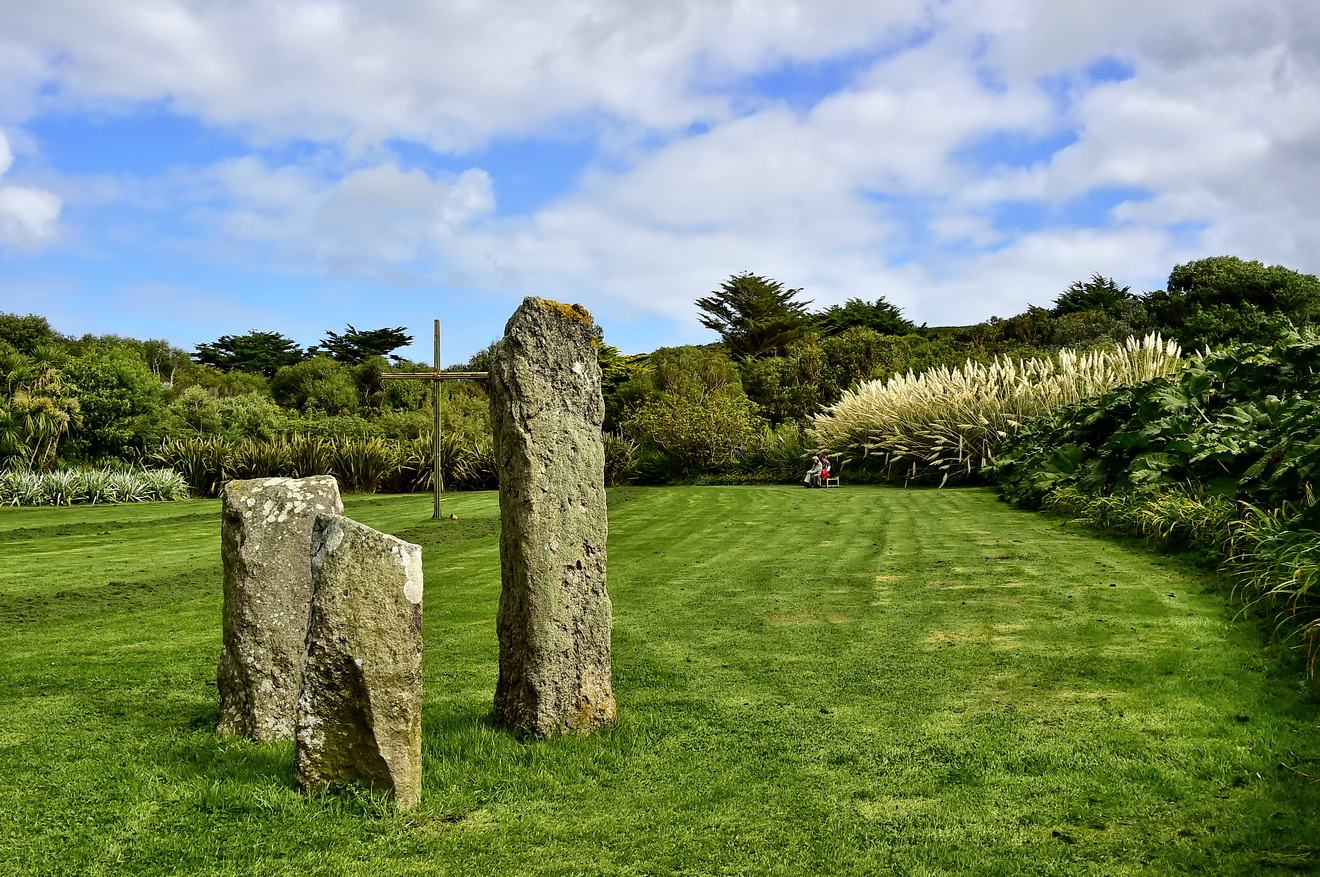
Jardin botanique de Vauville

Este jardín botánico fue iniciado por Eric Pellerin en 1948 en una ubicación azotada por el viento a unos 300 metros del océano Atlántico.

## Colecciones botánicas
En este jardín botánico se albergan más de 900 especies de plantas semi-tropicales procedentes del Hemisferio Sur gracias al microclima que propicia la corriente del Golfo.
El perímetro del jardín está rodeado por un seto cortavientos, para proteger de los constantes vientos que soplan en esta zona. Así podemos admirar:
- Colección de eucalyptus
- Colección de bambús.
- Aloes,
- Palmas.

Además son de destacar Dimorphotheca, Echium pininana, Phormium, helechos, Gunnera, Ciprés de Monterrey, Cordylines australes, Trachycarpus, Escalonia.